# Viñaspre
Viñaspre (en euskera: Binasperi) es una localidad del municipio de Lanciego, en la provincia de Álava, España.

## Historia
Hacia mediados del siglo XIX, el lugar, por entonces con ayuntamiento propio, tenía contabilizada una población de 142 habitantes. Aparece descrito en el decimosexto y último volumen del Diccionario geográfico-estadístico-histórico de España y sus posesiones de Ultramar de Pascual Madoz con las siguientes palabras:

VIÑASPRE: l. con ayunt. en la prov. de Alava (á Vitoria (8 1/2 leg.), part. jud. de Laguardia (2), aud. terr. de Búrgos (22), c. g. de las Provincias Vascongadas, y dióc. de Calahorra (18): sit. en un barranco dominado por tres alturas; clima templado, reinan los vientos N. y S. y se padecen tercianas. Tiene 40 casas, inclusa la consistorial; cárcel, escuela de primera educacion para ambos sexos frecuentada por 12 alumnos y dotada con 35 fan. de trigo; igl. parr. (la Asuncion) servida por 2 beneficiados, y para el surtido de los hab., una fuente de aguas comunes y saludables. El térm. confina N. la Poblacion; E. Yecora; S. Lanciego, y O. Cripan. El terreno es estéril; le atraviesan 2 arroyos que se unen mas abajo del l. y tienen un puente en buen estado. caminos: los locales. El correo se recibe de Logroño por balijero. prod.: trigo, cebada, avena, vino y aceite; cria de ganado cabrio, lanar y de cerda; caza de perdices; pesca de cangrejos. ind.: ademas de la agrícola y pecuaria, un molino harinero. pobl.: 24 vec., 142 alm. contr. (V. Alava intendencia.)
(Madoz, 1850, p. 330)

En la actualidad, pertenece al municipio de Lanciego. En 2022, tenía empadronados 52 habitantes.

## Demografía
| Gráfica de evolución demográfica de Viñaspre entre 1842 y 1877 |
| |
| Población de derecho según los censos de población del INE Población de hecho según los censos de población del INEEntre el censo de 1887 y el anterior, este municipio desaparece porque se integra en el municipio 01032 (Lanciego) |

| Gráfica de evolución demográfica de Viñaspre entre 2000 y 2017 |
|                                                                |
| Población de derecho según los censos de población del INE.    |

## Patrimonio
Hay en el concejo una iglesia de Nuestra Señora de la Asunción.